# 나이지리아 U-17 축구 국가대표팀
나이지리아 U-17 축구 국가대표팀은 나이지리아를 대표하는 17세 이하 축구 국가대표팀으로 이 연령대회에서는 아프리카의 강호가 아닌 세계적 강호로 여겨지므로 성인축구와 비교해서는 안될 정도의 위상을 자랑하고 있다.

## 국제 대회 경력

### FIFA U-17 월드컵
1985년 대회를 통해 U-17 월드컵 본선에 처음으로 모습을 드러낸 이후 8번의 대회에서 결승에 올라 이 중 5번의 대회(1985년, 1993년, 2007년, 2013년, 2015년)에서 정상에 올랐고 3번의 대회(1987년, 2001년, 2009년)에서 준우승을 차지하며 이 대회 최다 우승국 타이틀을 보유하고 있다.

### 아프리카 U-17 네이션스컵
1995년 초대 대회에 출전한 이후 4번의 결승 진출, 2번의 우승(2001년, 2007년)과 2번의 준우승(1995년, 2013년)을 차지하는 등 9번의 대회 중 7번의 대회에서 4강 이상의 성적을 거두며 아프리카 청소년 축구 최강국의 면모를 이어가고 있다.

## 대회 출전 및 결과

### FIFA U-17 월드컵
| 연도   | 결과      | 경기      | 승        | 무        | 패        | 득점      | 실점      |
| ------ | --------- | --------- | --------- | --------- | --------- | --------- | --------- |
| 1985년 | 우승      | 6         | 5         | 1         | 0         | 10        | 2         |
| 1987년 | 준우승    | 6         | 3         | 2         | 1         | 7         | 5         |
| 1989년 | 8강       | 4         | 2         | 2         | 0         | 7         | 0         |
| 1991년 | 예선 탈락 | 예선 탈락 | 예선 탈락 | 예선 탈락 | 예선 탈락 | 예선 탈락 | 예선 탈락 |
| 1993년 | 우승      | 6         | 6         | 0         | 0         | 20        | 3         |
| 1995년 | 8강       | 4         | 2         | 1         | 1         | 6         | 4         |
| 1997년 | 예선 탈락 | 예선 탈락 | 예선 탈락 | 예선 탈락 | 예선 탈락 | 예선 탈락 | 예선 탈락 |
| 1999년 | 예선 탈락 | 예선 탈락 | 예선 탈락 | 예선 탈락 | 예선 탈락 | 예선 탈락 | 예선 탈락 |
| 2001년 | 준우승    | 6         | 5         | 0         | 1         | 14        | 5         |
| 2003년 | 조별예선  | 3         | 1         | 1         | 1         | 3         | 3         |
| 2005년 | 예선 탈락 | 예선 탈락 | 예선 탈락 | 예선 탈락 | 예선 탈락 | 예선 탈락 | 예선 탈락 |
| 2007년 | 우승      | 7         | 6         | 1         | 0         | 16        | 4         |
| 2009년 | 준우승    | 7         | 5         | 1         | 1         | 17        | 7         |
| 2011년 | 예선 탈락 | 예선 탈락 | 예선 탈락 | 예선 탈락 | 예선 탈락 | 예선 탈락 | 예선 탈락 |
| 2013년 | 우승      | 7         | 6         | 1         | 0         | 26        | 5         |
| 2015년 | 우승      | 7         | 6         | 0         | 1         | 23        | 5         |
| 합계   | 10/15     | 56        | 41        | 10        | 5         | 126       | 38        |

- 참고: 아프리카 U-17 네이션스컵이 FIFA U-17 월드컵 아프리카 지역 예선을 대신 한다.

## 역대 감독
| 감독              | 임기        |
| ----------------- | ----------- |
| 이매뉴얼 아무니케 | 2014 ~ 2017 |

## 같이 보기
- 나이지리아 축구 국가대표팀